# Лютка зелена
Лютка зелена (Chalcolestes viridis) — вид бабок родини люток (Lestidae).

## Поширення
Вид досить поширений в Європі, Північній Африці і Туреччині. В Україні вид трапляється на Закарпатті і в дельті Дунаю. Єдина особина була спіймана в XIX столітті в верхів'ях річки Серет (притока Дністра). У 1970-80-ті роки у Львові в одному ставку, до його осушення, існувала невелика популяція цього виду. Трапляється неподалік канав, ставків, озер та заплав з повільною течією або стоячою водою з нависаючими вербами, вільхами чи березами, які використовуються для розведення.

## Опис
Тіло завдовжки 30-39 мм, задні крила — 19-23 мм, черевце — 3-4 см. Крила тримають напіврозведеними в боки. Забарвлення самців і самок металево-зелене з білувато-жовтими неблискучими ділянками. Птеростигма різних відтінків коричневог зі світлими бічними краями. Металево-блискуче зелене забарвлення з часом стає бронзовим, а світлі ділянки вкриваються білувато-блакитним восковим нальотом. Очі самця з віком змінюються з світло-зелених на яскраво-блакитні. На задній поверхні голови є чітка межа між металево-блискучим зеленим і неблискучим жовтим забарвленням, яка з віком вкривається блакитним нальотом і стає менш помітною. Анальні придатки молодих самців світлі, з віком чорнішають.

## Спосіб життя
Імаго літають з червня по жовтень. Політ нестрімкий. Часто перебувають серед прибережної рослинності — в заростях очерету, ситнику, рогозу, прибережних чагарниках. Надають перевагу мілким непроточним водоймам. Зимують на фазі яйця. Личинки народжуються навесні і розвиваються впродовж 2-3 місяців.